# Democratische Partij (Peru)
De Democratische Partij (Partido Demócrata) was een Peruviaanse politieke partij. De partij werd opgericht in 1884 door Nicolás de Piérola. De partij leverde tweemaal een president van het land. Naast Piérola, van 1895 tot 1899, was dat Guillermo Billinghurst van 1912 tot 1914.

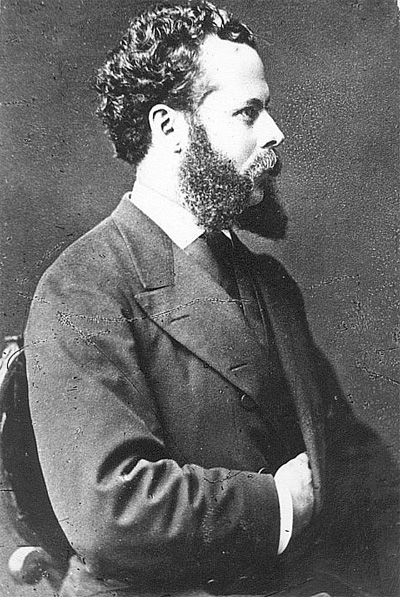
Nicolás de Piérola, oprichter van de Democratische Partij